# (3179) Beruti
(3179) Beruti est un astéroïde de la ceinture principale.

## Description
(3179) Beruti est un astéroïde de la ceinture principale. Il fut découvert le 31 mars 1962 à La Plata par l'observatoire de La Plata. Il présente une orbite caractérisée par un demi-grand axe de 3,09 UA, une excentricité de 0,16 et une inclinaison de 1,8° par rapport à l'écliptique.
L'astéroïde (3179) Beruti porte le nom du compositeur argentin Arturo Berutti.

## Compléments